# Sankt Willibald
Sankt Willibald település Ausztriában, Felső-Ausztria tartományban, a Schärdingi járásban, területe 15 km².

## Fekvése
Tengerszint feletti magassága 455 méter. Sankt Willibald Enzenkirchen, Natternbach, Peuerbach, Altschwendt és Raab településekkel határos.

## Népesség
Lakosainak száma 1100 fő (2018. január 1.).